# Alain Meunier

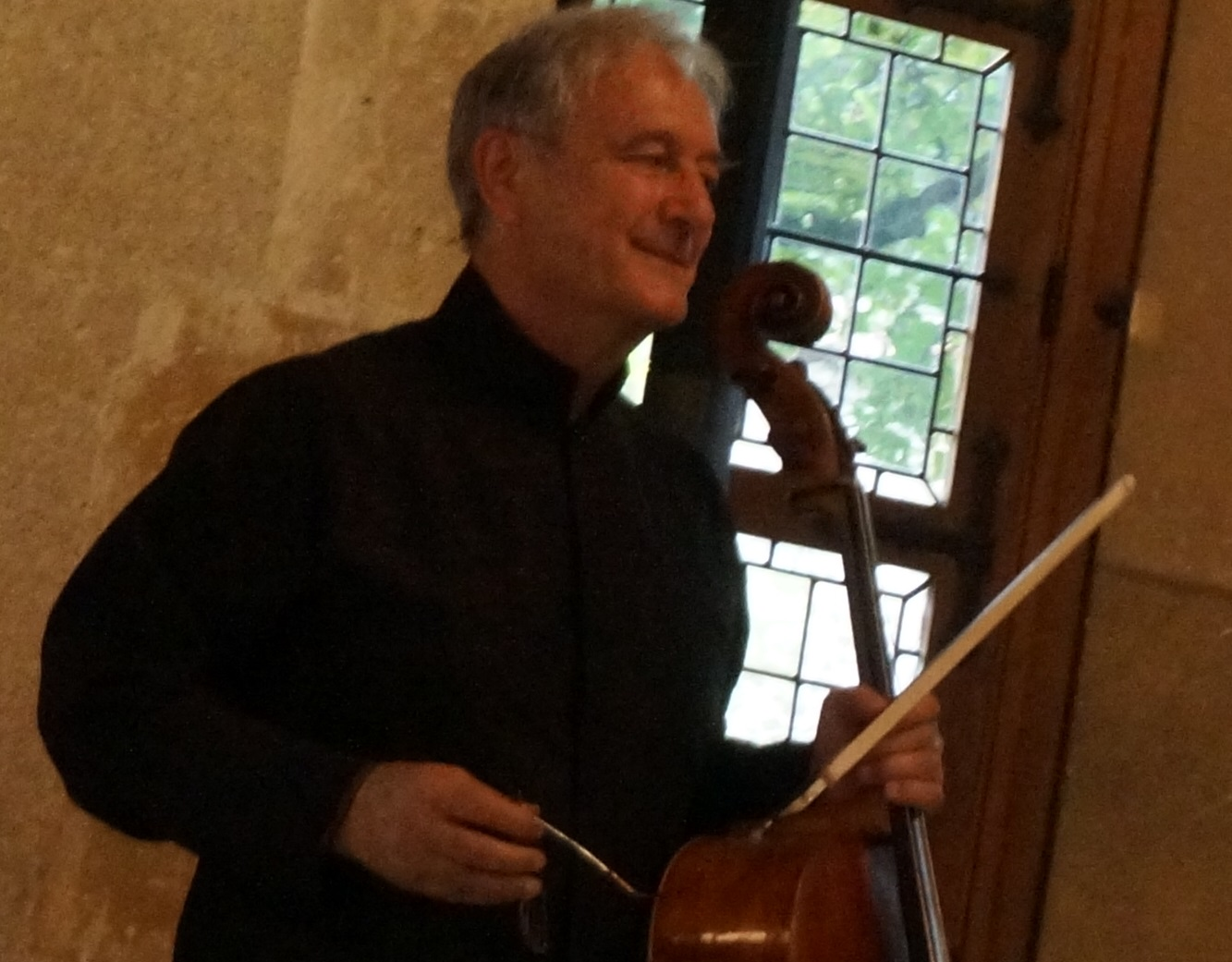
Alain Meunier (2014).

Alain Meunier (* 22. Juni 1942 in Paris) ist ein französischer Violoncellist und Musikpädagoge.

## Leben und Werk
Alain Meunier begann mit 13 Jahren, das Cellospiel zu erlernen. Er studierte Cello bei Maurice Maréchal und Kammermusik bei Jacques Février und Joseph Calvet beides am Pariser Konservatorium. In den Fächern Cello, Ensemblespiel, Kammermusik und Musikästhetik erhielt er erste Preise. Mit 18 Jahren gab er plötzlich seine praktischen Musiktätigkeiten auf und studierte Ästhetik und Musikwissenschaft. Im Alter von 22 Jahren setzte er sich wieder mit dem Cello auseinander und spielte vor Pau Casals beim Festival von Prades.  Er ging zu Vertiefungsstudien in den Fächern Cello und Kammermusik zu Sergio Lorenzi und Riccardo Brengola an die Accademia Musicale Chigiana von Siena.
Nach seinem Studienabschluss wurde er Mitglied des Quintetto Chigiana seiner Lehrer und unternahm mit dieser Formation zahlreiche Tourneen durch Europa und die Vereinigten Staaten. Mit seinem Sieneser Studienkollegen Christian Ivaldi bildete er ein Kammermusikduo. Das Repertoire dieses Duos umfasste Werke der Renaissance bis zu avantgardistischer Musik. 1982 wurde er dann zusammen mit Christian Ivaldi, Sylvie Gazeau und Gérard Caussé Gründungsmitglied des Ivaldi Quartetts. Alain Meunier verwirklichte zahlreiche Erstaufführungen für Komponisten wie beispielsweise für Maurice Ohana (L'Anneau de Tamarit, Der Ring des Tamarit, 1977), Marcel Mihalovici (Sonate, 1980), Franco Donatoni (Lame, Klingen, 1982), Nguyen Thien Dao (Cellokonzert, 1983) und François-Bernard Mâche (Iter Memor, 1985).
Seit 1979 unterrichtete Meunier selbst an der Accademia Musicale Chigiana sowie am Konservatorium von Lyon. Seit 1989 wirkte er als Professor für Cello am Pariser Konservatorium. Er wirkte als Leiter des Internationalen Streicherwettbewerbes von Bordeaux. Er wirkte auch als Musikdirektor der Musicades de Lyon. Er war 1986, 1994 und 2005 Jurymitglied beim Internationalen  Rostropowitsch Cello-Wettbewerb sowie 2006 beim Cello-Wettbewerb Gaspar Cassadó in Hachiōji. Seit 2016 wirkt Alain Meunier als musikalischer Leiter der Scuola di Musica di Fiesole.
Zu seinen zahlreichen Tonträgereinspielungen gehören auch die kompletten Cello-Suiten von Johann Sebastian Bach, die als absolute Referenzaufnahmen gelten. 2013 wurde Alain Meunier zum Officier de l’ordre des Arts et des Lettres ernannt.